# District de Boquerón
Pour les articles homonymes, voir Boqueron (homonymie).
Le district de Boquerón est l'une des divisions qui composent la province de Chiriqui, au Panama.

## Crédit d'auteurs
- (es) Cet article est partiellement ou en totalité issu de l’article de Wikipédia en espagnol intitulé « Distrito de Boquerón » (voir la liste des auteurs).